# Ernst Marquardt (Mediziner)
Ernst Marquardt (* 2. Februar 1924; † 28. September 2016 in Ebenau, Österreich) war ein deutscher Hochschullehrer und Orthopäde.

## Karriere
Ernst Marquardt studierte während des Zweiten Weltkriegs in Kiel Humanmedizin, unterbrochen von Kriegseinsätzen bei der Marine. Nach Kriegsende spielte er erste Geige im Städtischen Orchester in Kiel, womit er sich sein weiteres Studium finanzierte. 
Nach seiner Approbation arbeitete er in der Orthopädischen Heil- und Lehranstalt Annastift in Hannover unter Kurt Lindemann, der 1954 zum Ordinarius für Orthopädie in Heidelberg berufen wurde und dem er 1955 dorthin folgte. In Heidelberg habilitierte er sich 1965 und wurde anschließend Lehrstuhlinhaber für Orthopädie und Leiter einer „Abteilung für Dysmelie und Technische Orthopädie“ im Rahmen der Heidelberger Orthopädischen Universitätsklinik in Schlierbach. Er war auch Horowitz Visiting Professor of Rehabilitation Medicine an der New York University. 
Für technische Adaptionen war er lange Jahre als deutscher Vertreter Mitglied der Internationalen Organisation für Normung (ISO). Zudem war er erst Vizepräsident und dann von 1983 bis 1986 Präsident der International Society for Prosthetics and Orthotics (ISPO). 
Nach seiner Emeritierung lebte er in Ebenau im Salzburger Land.

## Forschung
Ernst Marquardt befasste sich wissenschaftlich vor allem mit der Weiterentwicklung von Prothesen und deren Anwendung in der Versorgung Amputierter.
Ein Schwerpunkt seiner orthopädischen Forschung war die Prothesenversorgung und Rehabilitation von Contergan-Geschädigten. Vor allem gelangen die Entwicklung spezieller Prothesen für Kinder, eine Verbesserung der Steuerung von Armprothesen und die Entwicklung eines Fahrzeug-Umbausets zum armlosen Autofahren.
Darüber hinaus entwickelte er mehrere Operationstechniken am Stumpf, die vor allem der Funktionsverbesserung dienten:
- eine tenomyoplastische Variante der Chopart-Amputation, also einer Exartikulation im Chopart-Gelenk im Mittelfuß, zur Verhinderung der sonst häufigen Spitzfuß-Stellung
- eine Stumpfkappenplastik bei Kindern, die das Durchspießen des Stumpfes durch den weiter wachsenden Knochen verhindert
- die Marquardt-Winkelosteotomie, bei der der körperferne (distale) Teil eines langen Oberarmstumpfes abgewinkelt wird, wodurch die Oberarmprothese einen besseren Halt hat und rotationsstabil ist.

## Ehrungen
Die Deutsche Gesellschaft für Orthopädie und Orthopädische Chirurgie (DGOOC) verlieh ihm 1994 den „Lexer-Preis“, der inzwischen als „Preis für rekonstruktive Orthopädie und Chirurgie“ bezeichnet wird.
Er war Träger des Verdienstordens der Bundesrepublik Deutschland erster Klasse, darüber hinaus der österreichischen Albert-Schweitzer-Medaille und war Cavaliere Ufficiale della Repubblica Italiana.